# Eulithis albicinctata
Eulithis albicinctata là một loài bướm đêm trong họ Geometridae.